# Oviraptor
Oviraptor („zloděj vajec“) byl zástupce teropodů z čeledi Oviraptoridae. Žil asi před 76 až 72 miliony let (svrchní křída, stupeň kampán) na území dnešní centrální a východní Asie. Je známý z pozůstatků druhu O. philoceratops. K tomuto rodu byl sice původně přiřazen i Oviraptor mongoliensis, ten byl však později přeřazen pod nový rod Rinchenia. Byla také nalezena zkamenělá hnízda a embrya tohoto teropoda. Podle objevů v lokalitě Šabarak-usu ("Planoucí útesy") se jeví jako pravděpodobné, že fosilní úlomky skořápek vajec oviraptorů (nebo příbuzných druhů) používali již kolem roku 8000 př. n. l. neolitičtí obyvatelé pouště Gobi, kteří je opracovávali a navrtávali do podoby "korálků" pro nošení na náhrdelnících a jiných přívěscích.

## Popis

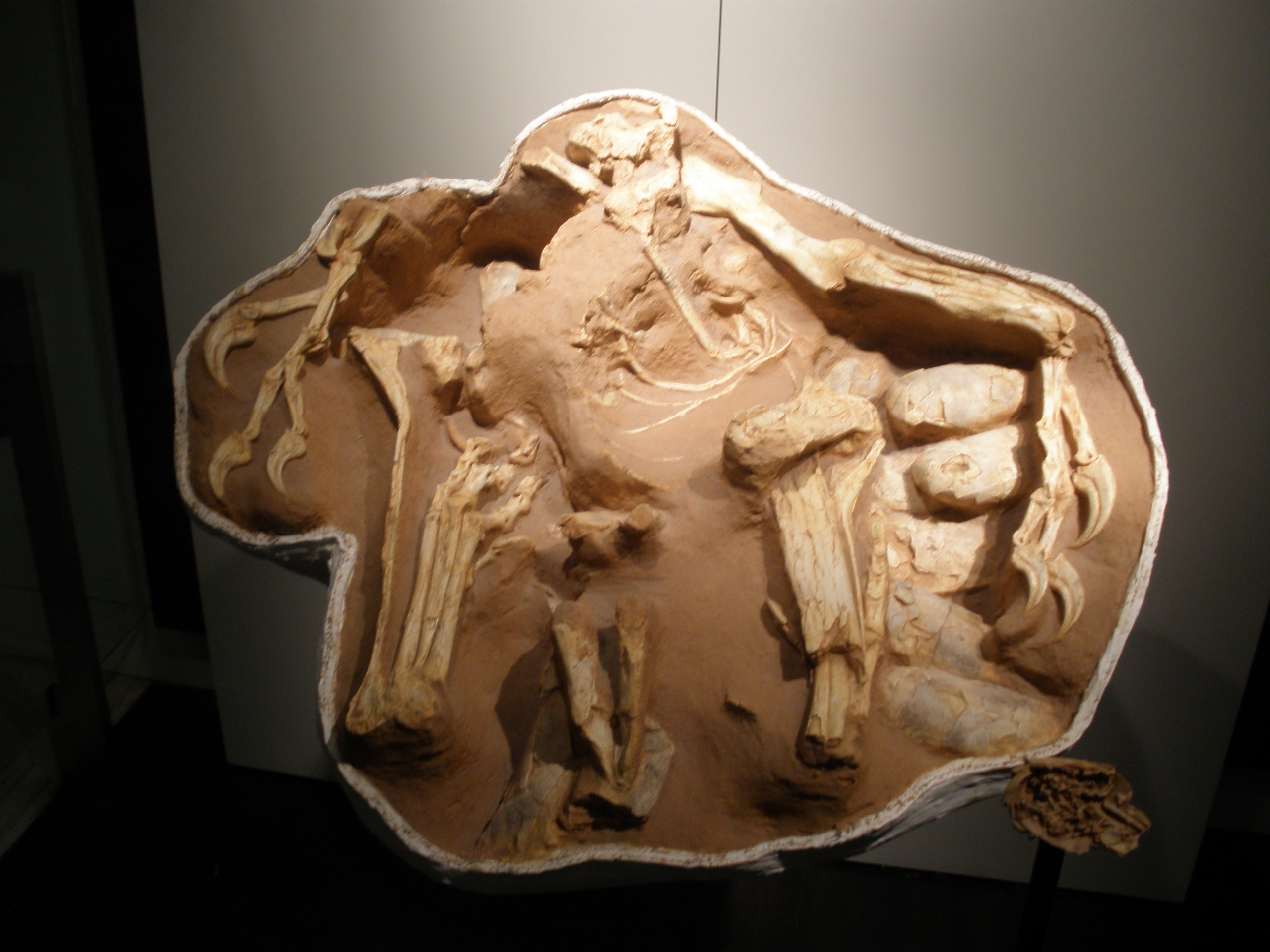
Fosilie příbuzného rodu Citipati, sedícího na hnízdě.

Oviraptor disponoval krátkou a vysokou hlavou se zvláštně tvarovaným zobákem a velkými drápy předních končetin. Zobák nebyl jedinou zvláštností jeho lebky. Měl také kostěný hřeben na hlavě a z patra mu rostly do dutiny ústní dva kostěné výrůstky. Dosahoval délky kolem 1,6 metru a hmotnosti zhruba 22 až 25 kilogramů.
Většina vyobrazení oviraptora je založená na pozůstatcích příbuzného rodu Citipati.

## Historická „křivda“
Podle prvního nálezu (fosilní pozůstatky oviraptora ležely v blízkosti hnízda protoceratopse) se předpokládalo, že se živil vejci ostatních dinosaurů. Po přezkoumání v 90. letech minulého století se ale zjistilo, že hnízdo bylo ve skutečnosti oviraptoří. Další nálezy potvrdily, že samice svoje hnízda před nepřáteli chránily. Dnes platí předpoklad, že se oviraptoři živili měkkýši, zejména vodními, kterým dokázali silným zobákem lehce rozlomit schránky. Není však vyloučené, že se vejci ostatních dinosaurů rovněž přiživovali.

## Barva vajíček
Podle vědecké studie z roku 2015 mohla mít vajíčka oviraptorů (nebo jejich blízkých příbuzných) zeleno-modrou barvu. Vědci to zjistili rozborem původních biologických pigmentů ze skořápek zkamenělých vajec starých kolem 66 milionů let.